# Адольф Мусіль
Адольф Мусіль (чеськ. Adolf Musil; нар. 10 лютого 1974) — колишній чеський тенісист.
Найвищу одиночну позицію світового рейтингу — 330 місце досяг 21 серпня 1995, парну — 279 місце — 30 березня 1998 року.

## Титули ITF Ф'ючерс

### Парний розряд: (2)
| Ранг | Дата     | Турнір                         | Покриття | Партнер                  | Суперники                        | Рахунок  |
| ---- | -------- | ------------------------------ | -------- | ------------------------ | -------------------------------- | -------- |
| 1.   | Тра 1998 | Югославія F1, Белград          | Ґрунт    | Мартін Громець           | Никола Гн'ятович Мирко Йованович | 6–1, 6–2 |
| 2.   | Лип 1998 | Австрія F4, Зеефельд-ін-Тіроль | Ґрунт    | Деян Петрович (тенісист) | Рональд Дуеллер Збинек Млинарік  | 6–4, 6–3 |